# Samantha Redgrave
Samantha Redgrave, née le 18 août 1994, est une rameuse britannique.

## Carrière
Elle fait ses études à l'Université d'East Anglia où elle rejoint le Norwich Rowing Club.
En 2022, Redgrave rafle l'or en quatre sans barreur aux championnats du monde avec Rebecca Shorten, Rowan McKellar et Heidi Long.
En juillet 2024, aux Jeux olympiques d'été de 2024, Booth remporte la médaille d'argent en quatre sans barreur avec Rebecca Shorten, Esme Booth et Helen Glover après avoir remporté l'or aux championnats d'Europe 2024.

## Palmarès

### Jeux olympiques
- Jeux olympiques d'été de 2024 à Paris :
  -  médaille d'argent en quatre sans barreur

### Championnats du monde
- Championnats du monde 2022 à Račice :
  -  médaille d'or en quatre sans barreur

### Championnats d'Europe
- Championnats d'Europe 2022 à Oberschleißheim :
  -  médaille d'or en quatre sans barreur
  -  médaille d'argent en huit
- Championnats d'Europe 2023 à Bled :
  -  médaille d'argent en huit
- Championnats d'Europe 2024 à Szeged :
  -  médaille d'or en quatre sans barreur